# Bernhard Kapsa
Bernhard-Michael Kapsa (* 11. August 1943 in Breslau) ist ein deutscher Jurist und früherer Richter am Bundesgerichtshof.

## Leben
Nach dem Abschluss seiner juristischen Ausbildung arbeitete Kapsa an seiner Dissertation zum Thema „Das Verbot der reformatio in peius im Zivilprozess“, mit der er 1975 an der Universität Bonn promoviert wurde. Im gleichen Jahr trat Kapsa in den höheren Justizdienst des Landes Nordrhein-Westfalen ein, wo er zunächst bei dem Landgericht Bonn, dem Landgericht Köln sowie dem Amtsgericht Köln tätig war. 1979 wurde er zum Richter am Landgericht Bonn ernannt. Nach Verwendungen als hauptamtlicher Leiter einer zivilrechtlichen Referendarsarbeitsgemeinschaft und als Lehrender an der Fachschule für Rechtspflege in Bad Münstereifel wurde Kapsa von 1983 bis 1986 als wissenschaftlicher Mitarbeiter an den Bundesgerichtshof abgeordnet. Nach dem Ende dieser Abordnung wurde er zum Richter am Oberlandesgericht Köln ernannt. Auch hier war er zeitweise hauptamtlich in der Referendarsausbildung tätig. Von 1992 bis 1995 war Kapsa als wissenschaftlicher Mitarbeiter an das Bundesverfassungsgericht abgeordnet.
1996 wurde Kapsa zum Richter am Bundesgerichtshof ernannt. Hier gehörte er zunächst dem II. Zivilsenat, ab 1999 dem III. Zivilsenat an. Zum 31. August 2008 trat Kapsa in den Ruhestand.